# Grupo de Forcados Amadores de Arronches
O Grupo de Forcados Amadores de Arronches é um grupo de forcados da vila da Arronches, no Alto Alentejo. Os Amadores de Arronches têm como data de fundação 12 de Junho de 1999.

## História
Em 1998 um grupo de jovens amigos naturais de Arronches decidiu sobre a criação de um novo grupo de forcados. 
Depois de pegarem, ainda oficiosamente, em variedades taurinas em 1998, chegando a pegar em Espanha, em Valsallor, ainda antes de envergarem as jaquetas. Foi no ano de 1999 que o Grupo fez a sua apresentação oficial.
A corrida inaugural decorreu na Praça de Toiros de Arronches a 12 de Junho de 1999, em que os estreantes Amadores de Arronches, sob o comando do Cabo fundador Joaquim Praxedes, alternaram com o Grupo de Forcados Amadores de Lisboa.
O actual Cabo é Manuel Cardoso, que sucedeu em 2015 a ao anterior Cabo Ricardo Nunes que se despediu das arenas após 9 no comando do Grupo.

## Cabos
- Joaquim Praxedes (1999–2006)
- Ricardo Nunes (2006–2015)
- Manuel Cardoso (2015–presente)